# Cá lành canh đuôi phượng
Cá lành canh đuôi phượng, tên khoa học Coilia mystus, là một loài cá trong họ Engraulidae.